# Towarzystwo Miłośników Ołtarzewa
Towarzystwo Miłośników Ołtarzewa – stowarzyszenie powstałe w 1913, działające na terenie gminy Ożarów Mazowiecki, we wsi Ołtarzew.
Założycielami Towarzystwa byli właściciele działek budowlanych na terenie gminy Ożarów Mazowiecki parcelowanych na terenie byłego majątku Stanisława Kierbedzia.  
Towarzystwo kontynuowało ideę Stanisława Kierbedzia założenia na terenie Ołtarzewa kolonii osadników o mieszanych zawodach, w tym w znacznej mierze robotników.  
Działalność stowarzyszenia wypełniała wzór idei miasta-ogrodu. Obecnie stowarzyszenie jest właścicielem parku w Ołtarzewie, który pełni szereg funkcji społecznych dla miasta Ożarów Mazowiecki. Prezesem stowarzyszenia jest Kamil Bednarski. W 2005 dokonano rejestracji w Krajowym Rejestrze Sądowym.